# 北スペシャル
北スペシャル（きたすぺしゃる）は、北海道内のNHK総合テレビジョンで金曜日の夜に放送された地域情報番組枠である。

## 概要
『北海道スペシャル』の後を受けて2008年度から2年間放送されてきた『プライムH』をリニューアルする形で2010年4月に放送を開始した。
九州・沖縄の『きん☆すた』と異なり、正確には“時間枠”であるため、様々な企画が実質的に独立した番組として展開されている。
一部企画は後日、「ろーかる直送便」でも字幕放送を追加して全国放送される。なお2013年1月18日放送の「不思議の庭の野菜たち」では北スペシャルの初回放送で初めて字幕放送を実施した。

## 主な企画
※は、この番組からスタートしたもの。
※いくぞ〜!北の出会い旅（2010年から年8回程度）
対岸の青森県出身乍ら北海道が大好きだという吉幾三が、ゲスト・道内のNHKアナウンサーと共に北海道内ぶっつけ本番の旅をする。ただし帯広・北見・室蘭はアナウンサー1人局のため人員を派遣していない。放送がある日は「北海道クローズアップ」終了直後の19:55（NHKニュース7が2分延長の場合は19:57）から3分間の予告編「もうすぐ、いくぞ〜!北の出会い旅」が放送される。「北スペシャル」終了後も不定期で放送が続いたものの、2021年3月5日終了。
※北海道発掘バラエティー ホリホリX（2011年から）
北海道の知られざる諸々を、「ホリホリ団」団員の調査によって掘り起こしていこうというバラエティー。
北海道中ひざくりげ
2012年4月よりこれまでの19:30からの放送から時間帯移動し、「しあわせ鉄道紀行」「ごきげん!ローカル産業ツアー」（2013年4月以降は「ネイチャリング北海道」）とあわせて本枠内で組み込まれることになった。「北海道スペシャル」時代にもその枠内で放送されていたことがある。詳細は本項目を参照。
北海道のナンモン
2013年6月7日初回。北海道の課題を考えよりよい未来を探ることをテーマに討論をメインとする。第1回のテーマは自然エネルギー。

### 過去
北海道ひと物語（2010年度のみ）
『北海道スペシャル』の時代から放送されてきたヒューマンドキュメンタリー。『Generation H』枠で『ドキュメンタリー5』が開始されたことに伴い終了。

## 時間枠
特集編成等により休止することがある。
本放送
原則金曜　20:00〜20:43
再放送
原則翌土曜　10:35〜11:18
※2012年8月31日放送の「クイズ・防災向上委員会」は通常枠より5分拡大して放送するため、本放送は19:55に繰り上げて開始し、再放送は10:35～11:23となっている。

## 主な出演者
- 杉嶋亮作（札幌、北の出会い旅）
- 増子有人（旭川、北の出会い旅）
- 鈴木貴彦（函館、北の出会い旅）
- 赤松俊理（釧路、北の出会い旅）
- 小林孝司（札幌、ホリホリX）
- ハリセンボン（ホリホリX）
- 谷崎尚之（ホリホリX ナレーション）
- 吉幾三（北の出会い旅）
- 上田なおみ（北の出会い旅 ナレーション。フクロウをモチーフとしたキャラクターである「ふくぞー」の声）

### 過去
- 伊藤雄彦 - 『プライムH』時代からこの時間枠の担当としてほぼ固定で出演してきた。
- 飯島徹郎（札幌、北の出会い旅）
- 猪飼雄一（旭川、北の出会い旅。2011年度～2012年7月）
- 高橋篤史（釧路、北の出会い旅。2011年度～2012年7月）
- 原大策（函館、北の出会い旅。2011年度～2012年7月）
- 北陽（ホリホリX）
- 里匠（札幌、ホリホリX）

## 主な内容
実質独立している「いくぞ〜！北の出会い旅」、「ホリホリX」、「北海道中ひざくりげ」以外の特集回を記す。
- 2010年4月2日  美瑛の丘　風景の物語
- 2010年4月9日  ひと物語　いま、夢中になってる
- 2010年5月14日  みんなでつくるから面白い～帯広柏葉高校演劇部の4か月～
- 2010年5月28日  夢うた　岩内町
- 2010年6月11日  YOSAKOIソーランナイト2010
- 2010年6月25日  ひと物語「きっと、きっと」
- 2010年7月2日  夢うた「深川市」
- 2010年7月9日  “地の涯（はて）”知床に生きる～森繁久彌が伝えたかったもの～
- 2010年7月16日  「夕張メロンを守れ」～ミツバチ一家のたたかい～
- 2010年7月23日  ひと物語「好きだから、まっすぐ」
- 2010年8月27日  わが心の知床旅情
- 2010年9月10日  キタキツネ　大家族物語
- 2010年9月24日  夢うた「置戸町」
- 2010年10月29日  ゆめぴりかに挑む～でこぼこ夫婦の田んぼ奮闘記～
- 2010年11月5日  夢のまるごと体感！北海道ツアー特別編
- 2010年11月12日  夢うた 洞爺湖町
- 2010年11月26日  ひと物語「生きる喜びを、支えたい」
- 2011年4月30日  エゾリス　札幌の森に生きる
- 2011年6月3日  知床～前編　海と森の開拓史～
- 2011年6月10日  YOSAKOIソーランナイト2011
- 2011年7月1日  知床～後編　人とヒグマ　隣りあう暮らし～
- 2011年11月4日  人と馬　世紀を超えて ～十勝・最古の草ばん馬～
- 2011年11月18日  摩周湖　神秘の霧
- 2011年11月25日  長い長い遠足～北見北斗高校７１ｋｍ～
- 2011年12月16日  北海道　古代ミステリー～そしてアイヌが生まれた～
- 2012年1月13日  密着　73歳　どさんこ双子歌手　～こまどり姉妹～
- 2012年4月13日  ありがとう、給食のお母さん
- 2012年8月31日  大地震に備えろ！クイズ・防災力向上委員会
- 2012年9月21日  ビッキの森の小さな学校
- 2012年10月19日  すべてはこの日のために～江差追分全国大会50年～
- 2012年11月2日  北の大地を歩きつくそう　2012～ぶらりみてある記スペシャル～
- 2012年12月14日  北海道ミステリー　動物たちとの2万年物語
- 2013年1月11日  知床ヒグマ　母と子の渚
- 2013年4月19日  厳冬　利尻　究極のスキー大滑降
- 2013年5月10日  日本一困難な除雪～知床横断道路　雪と闘う男たち～
- 2013年7月12日  あの日の記憶と生きる～奥尻島・被災者の20年～
- 2013年10月11日  激闘！ご当地ンピック　in北海道
- 2013年11月15日  北の大地を歩きつくそう2013～ぶらりみてある記スペシャル～
- 2013年11月22日  北海道のナンモン！「いよいよ大詰めTPP！どうする北海道」
- 2013年12月13日  目指せ“ワイン王国”　～ワイン醸造家　ブルース・ガットラヴの挑戦～
- 2014年1月24日  ソチへ　心ひとつに　～カーリング女子日本代表～
- 2014年3月7日  北海道のナンモン！「どうした？どうする？JR北海道」

## 北海道プラス
北スペシャルと同じく2010年度より開始。金曜22：00～22：45の放送でドキュメンタリーや、過去に放送して反響が大きかった番組を放送していた。2011年度からはGeneration Hとなった。